# ماركوس ويب
ماركوس ويب (بالإنجليزية: Marcus Webb)‏ مواليد 9 مايو 1970 في مونتغومري، هو لاعب كرة سلة أمريكي سابق. بدأ مسيرته الاحترافية في سنة 1992. يبلغ طوله 6 قدم 10 بوصة (2.1 م). اعتزل اللعب في 2005.

## المسيرة الاحترافية
لعب مع بوسطن سيلتكس في موسم 1992–1993، ثم لعب مع نادي طوفاس الرياضي في الدوري التركي في موسم 1994–1995، ثم لعب مع بيراتاس دي كويبراديلاس في سنة 1996، ثم لعب مع نادي سسكا موسكو لكرة السلة في الدوري الروسي من سنة 1996 إلى 1998، ثم لعب مع بشكتاش لكرة السلة في الدوري التركي في سنة 1998.

## روابط خارجية
- ماركوس ويب على موقع إن بي أي (الإنجليزية)
- ماركوس ويب على موقع سبورتس رفرنس (الإنجليزية)
- ماركوس ويب على موقع كرة السلة الأوروبية.كوم (الإنجليزية)
- ماركوس ويب على موقع كلية كرة السلة في سبورتس رفرنس.كوم (الإنجليزية)
- ماركوس ويب على موقع ريلجم (الإنجليزية)
- ماركوس ويب على موقع بروبوليرز (الإنجليزية)